# Ди-Кју
Петер Андерсен (дан. Peter Andersen; 1973), познатији као Ди-Кју (енгл. DQ), дански је певач и драг квин, који је победио на данском националном такмичењу за Песму Евровизије Dansk Melodi Grand Prix 2007. и стекао право да учествује и представља Данску на Песми Евровизије 2007. у Хелсинкију.
Наступао је са песмом Drama Queen, а његов партнер Лукас Андерсен му је смислио кореографију у којој је и сам учествовао. Управо тај наступ у полуфиналној вечери 10. маја 2007. године, је изазвао различите реакције код публике, све у свему ова песма није ушла међу првих десет, те стога Данска није учествовала у финалу. Ди-Кју је заузео 19. место са 45 поена, у конкуренцији 28 земаља учесница полуфинала.